# Elatostema delicatulum
Elatostema delicatulum är en nässelväxtart som beskrevs av Hugh Algernon Weddell. Elatostema delicatulum ingår i släktet Elatostema och familjen nässelväxter. Inga underarter finns listade i Catalogue of Life.